# إبراهيم سيسيه
إبراهيم سيسيه (بالفرنسية: Ibrahim Cissé) هو لاعب كرة قدم فرنسي، ولد في 2 مايو 1996 في باريس في فرنسا. لعب مع نادي تور.

## وصلات خارجية
- إبراهيم سيسيه على موقع الاتحاد الأوربي (الإنجليزية)
- إبراهيم سيسيه على موقع رابطة كرة القدم الفرنسية للمحترفين (الإنجليزية)
- إبراهيم سيسيه على موقع قاعدة بيانات كرة القدم.إي يو (الإنجليزية)
- إبراهيم سيسيه على موقع Soccerbase.com (لاعب) (الإنجليزية)
- إبراهيم سيسيه على موقع Soccerway.com (الإنجليزية)
- إبراهيم سيسيه على موقع عالم كرة القدم.نت (الإنجليزية)